# ジェサダー・ジッサワット
ジェサダー・ジッサワット（タイ語: เจษฎา จิตสวัสดิ์、1980年8月5日 - ）は、タイ王国の元サッカー選手。元タイ王国代表。現役時代のポジションはDF。

## クラブ歴
タイ・タバコ・モノポリーFCの下部組織出身でトップチームに昇格後8年間在籍した。その後、国内のクラブを転々とするが、2015年に改名したTTMカスタムズFCに復帰した。2016年に所属したパタヤ・ユナイテッドFCでは暫定監督を務めた。

## 代表歴
ピーター・ウィズ監督の下2002年アジア競技大会、2002 タイガーカップに出場、その後もAFCアジアカップ2004、AFCアジアカップ2007に出場した。

## タイトル

### クラブ
タイ・タバコ・モノポリーFC
- タイ・プレミアリーグ: 2004-05

ムアントン・ユナイテッドFC
- タイ・プレミアリーグ: 2009, 2010
- コー・ロイヤルカップ: 2010

### 代表
タイ王国
- 東南アジアサッカー選手権: 2002